# Leon Haslam
Leon Lloyd Haslam (Ealing, 31 maggio 1983) è un pilota motociclistico britannico, vincitore del campionato britannico Superbike nel 2018.
Figlio d'arte (il padre, Ron, aveva corso per Honda e Cagiva in 500 negli anni ottanta), dopo una parentesi nel motomondiale si è dedicato alle corse nella categoria Superbike.

## Carriera
Per quel che concerne il motomondiale, fa il suo esordio nel 1998, correndo come wild card il GP di Gran Bretagna. La stessa wild card riesce a ottenerla, per lo stesso GP, anche nel 1999. Nel 2000 corre la sua prima stagione da pilota titolare nel motomondiale su una Italjet nella classe 125. L'anno successivo si sposta nella classe 500, correndo le prime gare con una Honda NSR 500 V2 per poi portare a termine la stagione con una Honda NSR 500, sempre rimanendo nel team Shell Advance Honda. Riesce a ottenere 13 punti validi per la classifica iridata, con un undicesimo posto al GP del Brasile quale miglior piazzamento in gara. Nel 2002 scende di cilindrata, andando a gareggiare nella classe 250 per il team Cibertel Honda BQR, ottenendo il diciottesimo posto nella classifica finale.
Dopo l'esperienza nel motomondiale, nel 2003 partecipa al campionato Britannico Supersport con una Ducati del team Renegade, fino a quando lo stesso team lo chiama per sostituire Sean Emmett nel campionato British Superbike nella parte conclusiva della stagione. Nello stesso anno partecipò anche a 6 gare del campionato mondiale Superbike. Nel 2004 corre l'intera stagione nel mondiale Superbike, sempre con il team Renegade, con Noriyuki Haga come compagno di squadra, su una Ducati 999, conquistando l'ottavo posto finale, con un terzo posto come miglior risultato in gara. Dal 2005 al 2008 ha corso nuovamente nella British Superbike, prima con la Ducati poi con la Honda.
Nel 2009, dopo 2 apparizioni nell'anno precedente (a Donington Park e a Portimão, dove giunge terzo in gara 2) come wild card, torna in pianta stabile nel mondiale Superbike, alla guida di una Honda CBR 1000RR del team Stiggy Racing, con cui si piazza sesto a fine anno. Il 12 ottobre 2009 viene annunciata la sua partecipazione nel 2010 al campionato mondiale Superbike con una Suzuki GSX-R1000 del team Suzuki Alstare. Nel gran premio d'esordio a Phillip Island, in Australia, ottiene la superpole, una vittoria in gara 1 (la prima della sua carriera nel mondiale Superbike) e un secondo posto in gara 2, uscendo così dal primo week-end del mondiale Superbike del 2010 in testa alla classifica. Da notare che in gara 1 ha preceduto la Ducati dell'italiano Michel Fabrizio di soli quattro millesimi, distacco minimo nella storia del mondiale Superbike.
Prosegue La stagione con un doppio secondo posto a Portimão dietro Max Biaggi (principale avversario per il titolo) e altri podi (5 su 8 gare) di cui due vittorie (Valencia gara 1 e Kyalami gara 2), risultati che lo piazzano provvisoriamente in testa alla graduatoria mondiale con 15 punti di vantaggio rispetto al pilota romano. Il 31 maggio, nella tappa americana di Salt Lake City, dopo una rimonta in gara 1 che lo piazza secondo dietro al diretto rivale Max Biaggi, cade per la prima volta in stagione in gara 2 mentre era quarto e, complice la vittoria del romano, si ritrova secondo dietro proprio quest'ultimo con 15 punti di svantaggio ma con 92 punti di vantaggio sul primo degli inseguitori. Prosegue l'annata con altri quattro piazzamenti a podio, realizzando in totale 14 podi e 3 vittorie in stagione, che gli valgono il secondo posto nel classifica piloti staccato di 75 punti dal campione del mondo Biaggi.

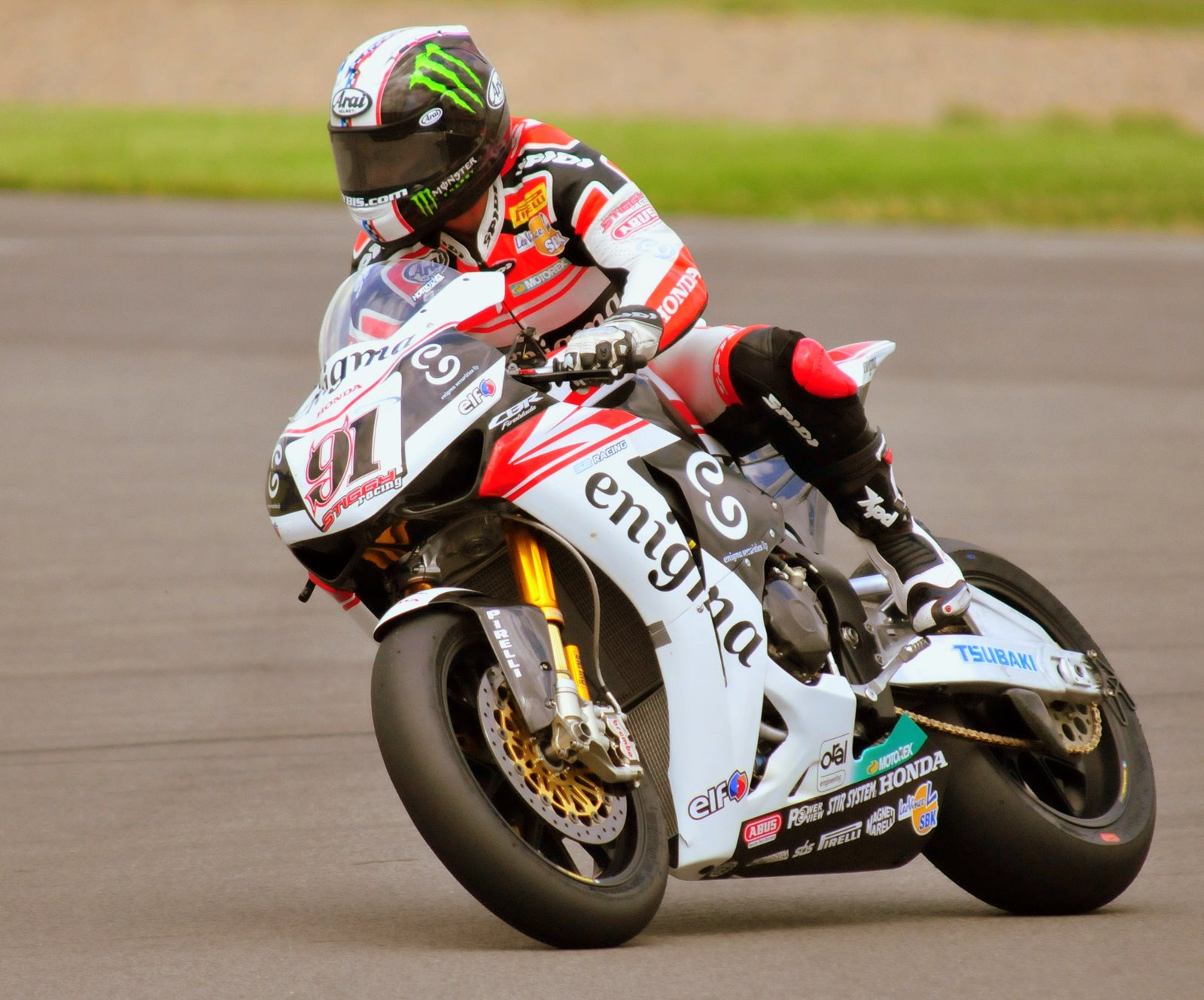
Haslam sulla CBR 1000RR del team Stiggy Racing nel 2009.

Vista l'impossibilità del team Alstare di reperire le risorse finanziarie per rinnovargli il contratto, già a fine stagione 2010 trova l'accordo per correre nel 2011 per il team BMW Motorrad Motorsport con la BMW S1000 RR. L'annata non ricalca quella precedente, Haslam subisce il cambio di moto, totalizzando solo tre podi in campionato, riuscendo comunque a realizzare sempre punti nelle gare portate a termine, ritirandosi solo in tre occasioni. Nella graduatoria piloti è quinto con 224 punti, risultando il miglior pilota della casa tedesca. 
Per le stagioni 2013 e 2014 si trasferisce al team Ten Kate Honda, con compagno di squadra Jonathan Rea. Dopo una prima stagione ricca di incidenti e ritiri, il pilota britannico riesce a mettersi in mostra la stagione successiva arrivando settimo in campionato, grazie anche a prestazioni costanti (tranne la gara inaugurale a Phillip Island porta a termine tutte le gare). Per la stagione 2015 viene ingaggiato dal team Aprilia Racing Team - Red Devils per guidare l'Aprilia RSV4 RF, il compagno di squadra è Jordi Torres. Haslam inizia l'annata trovandosi in lotta per il titolo con Jonathan Rea. Durante la stagione scivola indietro in classifica fino ad assestarsi al quarto posto, che mantiene fino alla fine del campionato. In questa stagione ottiene comunque due vittorie, in gara 2 in Australia e ancora gara 2 in Qatar, nove piazzamenti a podio, due Superpole e due giri veloci.

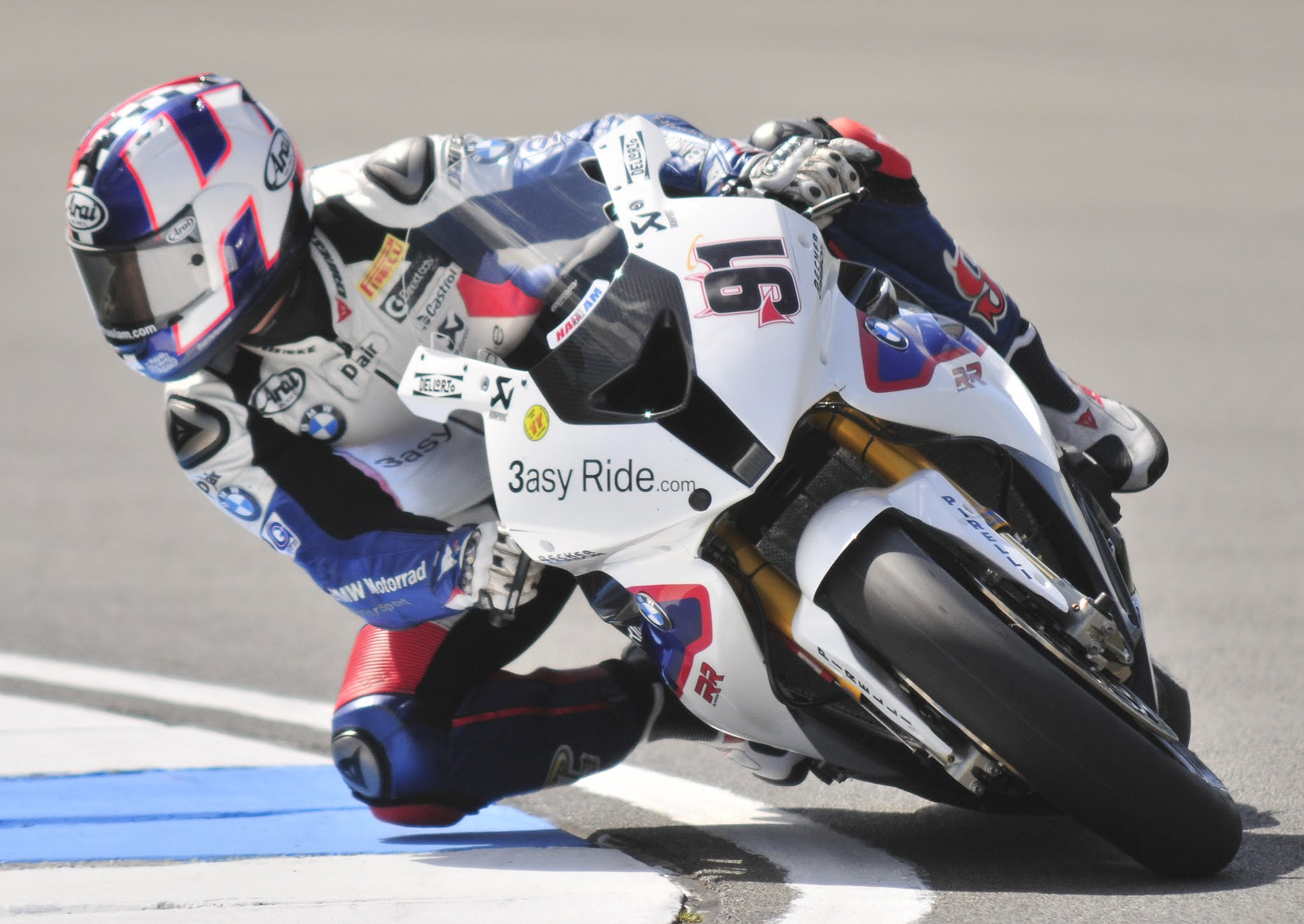
Haslam sulla S1000RR del team ufficiale BMW nel 2012.

Nel 2016 lascia il mondiale Superbike per passare al British Superbike, dove guida una Kawasaki ZX-10R gestita dal team JG Speedfit. Termina il campionato al secondo posto, staccato di 29 punti dal campione Shane Byrne e con nove vittorie all'attivo. Chiude la stagione partecipando al mondiale Superbike in sella a una Kawasaki ZX-10R del team Pedercini Racing nel GP finale in Qatar, dove ottiene un undicesimo e un quinto posto, che gli permettono di chiudere al ventesimo posto in classifica piloti.
Nel 2017 partecipa in qualità di wild card al Gran Premio di Gran Bretagna del mondiale Superbike in sella a una Kawasaki del team Puccetti Racing. Ottiene un podio in gara 1 e con questi venti punti chiude la stagione al ventiduesimo posto in classifica piloti. Nel 2018 partecipa, nuovamente in qualità di wild card, ad alcune gare del mondiale Superbike, con la stessa moto e lo stesso team della stagione precedente. In questo frangente, prende parte anche al Trofeo Indipendenti, classifica a parte riservata ai piloti di team privati. Il 26 luglio 2018 viene ufficializzato dal team ufficiale Kawasaki che sarà lui a prendere il posto di Tom Sykes sulla seconda Kawasaki ufficiale Superbike per il 2019. In occasione del Gran Premio di Brands Hatch si laurea campione britannico di Superbike. I punti ottenuti nelle partecipazioni al mondiale Superbike gli consentono di chiudere al ventesimo posto in classifica piloti. Termina la stagione 2019 al settimo posto in classifica piloti ottenendo 281 punti e il terzo posto in gara in sei diverse occasioni.
Nel 2020 passa al team HRC, che schiera in griglia le Honda CBR1000RR-R. Il compagno di squadra è Álvaro Bautista. Termina la stagione con gli stessi punti del compagno di squadra ed è decimo in classifica mondiale. Nel 2021 continua con lo stesso team e lo stesso compagno di squadra della stagione precedente. Totalizza 134 punti e chiude la stagione al tredicesimo posto. Nel 2022 è chiamato a disputare il Gran Premio di Assen, il Gran Premio di Donington e il Gran Premio di Portimão come pilota sostitutivo col Team Pedercini nel mondiale Superbike. Totalizza sei punti che gli consentono di classificarsi venticinquesimo nel mondiale e tredicesimo nel Trofeo Indipendenti. Nel 2023 si classifica al quinto posto nel campionato britannico Superbike in sella ad una BMW. Contestualmente al campionato nazionale è chiamato a sostituire l'infortunato Michael van der Mark a Imola nel mondiale Superbike dove raccoglie due punti. Nel 2024, con la squadra di famiglia, chiude a nono posto nel campionato britannico con tre piazzamenti a podio complessivi.

## Risultati in gara

### Motomondiale
| 1998 | Classe | Moto  |  |  |  |  |  |  |  |    |  |  |  |  |  |  |  |  | Punti | Pos. |
| ---- | ------ | ----- |  |  |  |  |  |  |  | -- |  |  |  |  |  |  |  |  | ----- | ---- |
| 1998 | 125    | Honda |  |  |  |  |  |  |  | 17 |  |  |  |  |  |  |  |  | 0     |      |

| 1999 | Classe | Moto  |  |  |  |  |  |  |  |    |  |  |  |  |  |  |  |  | Punti | Pos. |
| ---- | ------ | ----- |  |  |  |  |  |  |  | -- |  |  |  |  |  |  |  |  | ----- | ---- |
| 1999 | 125    | Honda |  |  |  |  |  |  |  | 19 |  |  |  |  |  |  |  |  | 0     |      |

| 2000 | Classe | Moto    |    |    |     |    |    |    |    |    |    |     |    |     |    |     |     |    | Punti | Pos. |
| ---- | ------ | ------- | -- | -- | --- | -- | -- | -- | -- | -- | -- | --- | -- | --- | -- | --- | --- | -- | ----- | ---- |
| 2000 | 125    | Italjet | 22 | 19 | Rit | 17 | NQ | 22 | 10 | 18 | 19 | Rit | 17 | Rit | 22 | Rit | Rit | 17 | 6     | 27º  |

| 2001 | Classe | Moto  |    |    |    |    |  |    |    |    |     |     |     |    |    |    |    |    | Punti | Pos. |
| ---- | ------ | ----- | -- | -- | -- | -- |  | -- | -- | -- | --- | --- | --- | -- | -- | -- | -- | -- | ----- | ---- |
| 2001 | 500    | Honda | 13 | 17 | 16 | NP |  | NQ | 13 | 17 | Rit | Rit | Rit | 16 | 15 | 19 | 15 | 11 | 13    | 19º  |

| 2002 | Classe | Moto  |     |    |    |     |    |    |     |    |    |    |   |    |     |    |    |    | Punti | Pos. |
| ---- | ------ | ----- | --- | -- | -- | --- | -- | -- | --- | -- | -- | -- | - | -- | --- | -- | -- | -- | ----- | ---- |
| 2002 | 250    | Honda | Rit | 15 | 19 | Rit | 18 | 18 | Rit | 17 | 13 | 17 | 7 | 10 | Rit | 17 | 18 | 17 | 19    | 18º  |

| Legenda | 1º posto        | 2º posto            | 3º posto            | A punti      | Senza punti        | Grassetto – Pole position Corsivo – Giro più veloce |
| Legenda | Gara non valida | Non qual./Non part. | Ritirato/Non class. | Squalificato | '-' Dato non disp. | Grassetto – Pole position Corsivo – Giro più veloce |

### Campionato mondiale Superbike
| 2003 | Moto   |  |  |  |  |  |  |  |  |  |  |  |  |  |  |  |  |     |    |   |   |  |  |     |   |  |  |  |  | Punti | Pos. |
| ---- | ------ |  |  |  |  |  |  |  |  |  |  |  |  |  |  |  |  | --- | -- | - | - |  |  | --- | - |  |  |  |  | ----- | ---- |
| 2003 | Ducati |  |  |  |  |  |  |  |  |  |  |  |  |  |  |  |  | Rit | 10 | 7 | 6 |  |  | Rit | 6 |  |  |  |  | 35    | 21º  |

| 2004 | Moto   |   |   |     |    |    |   |   |   |   |   |   |   |   |     |     |     |   |   |    |    |   |   |  |  |  |  |  |  | Punti | Pos. |
| ---- | ------ | - | - | --- | -- | -- | - | - | - | - | - | - | - | - | --- | --- | --- | - | - | -- | -- | - | - |  |  |  |  |  |  | ----- | ---- |
| 2004 | Ducati | 5 | 9 | Rit | 10 | 11 | 5 | 5 | 4 | 7 | 3 | 5 | 4 | 9 | Rit | Rit | Rit | 6 | 6 | 10 | 12 | 7 | 6 |  |  |  |  |  |  | 169   | 8º   |

| 2008 | Moto  |  |  |  |  |  |  |  |  |  |  |  |  |  |  |  |  |  |  |  |  |   |     |  |  |  |  |   |   | Punti | Pos. |
| ---- | ----- |  |  |  |  |  |  |  |  |  |  |  |  |  |  |  |  |  |  |  |  | - | --- |  |  |  |  | - | - | ----- | ---- |
| 2008 | Honda |  |  |  |  |  |  |  |  |  |  |  |  |  |  |  |  |  |  |  |  | 8 | Rit |  |  |  |  | 7 | 3 | 33    | 22º  |

| 2009 | Moto  |   |   |    |    |   |   |   |   |     |   |     |   |    |     |    |   |   |   |   |    |   |   |   |   |   |   |     |     | Punti | Pos. |
| ---- | ----- | - | - | -- | -- | - | - | - | - | --- | - | --- | - | -- | --- | -- | - | - | - | - | -- | - | - | - | - | - | - | --- | --- | ----- | ---- |
| 2009 | Honda | 6 | 3 | 11 | 11 | 5 | 5 | 3 | 2 | Rit | 7 | Rit | 4 | 10 | Rit | 12 | 8 | 4 | 2 | 7 | 12 | 6 | 5 | 6 | 8 | 5 | 5 | Rit | Rit | 241   | 6º   |

| 2010 | Moto   |   |   |   |   |   |   |    |   |   |   |   |   |   |     |   |   |   |    |   |   |   |   |   |     |   |    |  |  | Punti | Pos. |
| ---- | ------ | - | - | - | - | - | - | -- | - | - | - | - | - | - | --- | - | - | - | -- | - | - | - | - | - | --- | - | -- |  |  | ----- | ---- |
| 2010 | Suzuki | 1 | 2 | 2 | 2 | 1 | 4 | 11 | 2 | 4 | 2 | 3 | 1 | 2 | Rit | 8 | 2 | 8 | 10 | 3 | 4 | 6 | 3 | 5 | Rit | 2 | 10 |  |  | 376   | 2º   |

| 2011 | Moto |   |   |   |   |    |   |   |     |   |    |     |   |   |   |   |   |   |   |   |   |     |   |   |   |   |    |  |  | Punti | Pos. |
| ---- | ---- | - | - | - | - | -- | - | - | --- | - | -- | --- | - | - | - | - | - | - | - | - | - | --- | - | - | - | - | -- |  |  | ----- | ---- |
| 2011 | BMW  | 3 | 5 | 4 | 4 | 12 | 5 | 3 | Rit | 8 | 13 | Rit | 5 | 9 | 9 | 8 | 7 | 4 | 8 | 5 | 9 | Rit | 5 | 3 | 4 | 9 | 15 |  |  | 224   | 5º   |

| 2012 | Moto |    |   |   |   |     |   |    |   |   |    |    |   |    |   |   |   |   |   |   |    |   |     |   |     |    |     |   |     | Punti | Pos. |
| ---- | ---- | -- | - | - | - | --- | - | -- | - | - | -- | -- | - | -- | - | - | - | - | - | - | -- | - | --- | - | --- | -- | --- | - | --- | ----- | ---- |
| 2012 | BMW  | 12 | 5 | 3 | 3 | Rit | 5 | AN | 2 | 2 | 15 | 10 | 8 | 12 | 3 | 7 | 6 | 7 | 7 | 6 | 17 | 6 | Rit | 7 | Rit | 19 | Rit | 5 | Rit | 200   | 8º   |

| 2013 | Moto  |   |    |   |   |    |    |  |  |    |    |     |    |    |   |     |    |   |     |   |    |   |   |     |    |   |     |     |     | Punti | Pos. |
| ---- | ----- | - | -- | - | - | -- | -- |  |  | -- | -- | --- | -- | -- | - | --- | -- | - | --- | - | -- | - | - | --- | -- | - | --- | --- | --- | ----- | ---- |
| 2013 | Honda | 7 | 10 | 9 | 9 | NP | NP |  |  | NP | NP | Rit | NP | 10 | 9 | Rit | AN | 7 | Rit | 7 | 13 | 9 | 8 | Rit | 11 | 8 | Rit | Rit | Rit | 91    | 13º  |

| 2014 | Moto  |     |   |   |   |   |   |    |   |   |   |   |    |    |    |    |   |   |   |   |   |   |   |    |    |  |  |  |  | Punti | Pos. |
| ---- | ----- | --- | - | - | - | - | - | -- | - | - | - | - | -- | -- | -- | -- | - | - | - | - | - | - | - | -- | -- |  |  |  |  | ----- | ---- |
| 2014 | Honda | Rit | 6 | 9 | 8 | 8 | 5 | 10 | 8 | 8 | 7 | 7 | 11 | 10 | 12 | 11 | 5 | 7 | 7 | 7 | 8 | 6 | 3 | 11 | 10 |  |  |  |  | 187   | 7º   |

| 2015 | Moto    |   |   |   |   |   |   |   |   |   |     |   |   |    |   |   |   |    |   |   |   |   |   |    |   |   |   |  |  | Punti | Pos. |
| ---- | ------- | - | - | - | - | - | - | - | - | - | --- | - | - | -- | - | - | - | -- | - | - | - | - | - | -- | - | - | - |  |  | ----- | ---- |
| 2015 | Aprilia | 2 | 1 | 2 | 2 | 4 | 3 | 4 | 4 | 4 | Rit | 4 | 4 | 12 | 3 | 5 | 3 | 13 | 5 | 7 | 6 | 5 | 3 | 16 | 5 | 6 | 1 |  |  | 332   | 4º   |

| 2016 | Moto     |  |  |  |  |  |  |  |  |  |  |  |  |  |  |  |  |  |  |  |  |  |  |  |  |    |   |  |  | Punti | Pos. |
| ---- | -------- |  |  |  |  |  |  |  |  |  |  |  |  |  |  |  |  |  |  |  |  |  |  |  |  | -- | - |  |  | ----- | ---- |
| 2016 | Kawasaki |  |  |  |  |  |  |  |  |  |  |  |  |  |  |  |  |  |  |  |  |  |  |  |  | 11 | 5 |  |  | 16    | 20º  |

| 2017 | Moto     |  |  |  |  |  |  |  |  |  |  |   |     |  |  |  |  |  |  |  |  |  |  |  |  |  |  |  |  | Punti | Pos. |
| ---- | -------- |  |  |  |  |  |  |  |  |  |  | - | --- |  |  |  |  |  |  |  |  |  |  |  |  |  |  |  |  | ----- | ---- |
| 2017 | Kawasaki |  |  |  |  |  |  |  |  |  |  | 2 | Rit |  |  |  |  |  |  |  |  |  |  |  |  |  |  |  |  | 20    | 22º  |

| 2018 | Moto     |  |  |  |  |  |  |  |  |   |    |   |     |  |  |  |  |  |  |  |  |  |  |  |  |  |  |  |  | Punti | Pos. |
| ---- | -------- |  |  |  |  |  |  |  |  | - | -- | - | --- |  |  |  |  |  |  |  |  |  |  |  |  |  |  |  |  | ----- | ---- |
| 2018 | Kawasaki |  |  |  |  |  |  |  |  | 9 | 16 | 9 | Rit |  |  |  |  |  |  |  |  |  |  |  |  |  |  |  |  | 14    | 20º  |

| 2019 | Moto     |    |   |   |   |   |   |   |   |   |   |    |   |   |   |    |   |   |   |     |   |   |   |   |   |     |   |   |   |   |   |     |   |   |   |   |    |   |   |   |  |  |  | Punti | Pos. |
| ---- | -------- | -- | - | - | - | - | - | - | - | - | - | -- | - | - | - | -- | - | - | - | --- | - | - | - | - | - | --- | - | - | - | - | - | --- | - | - | - | - | -- | - | - | - |  |  |  | ----- | ---- |
| 2019 | Kawasaki | 15 | 3 | 3 | 5 | 5 | 5 | 9 | 7 | 4 | 5 | AN | 8 | 5 | 6 | AN | 9 | 6 | 5 | Rit | 3 | 3 | 3 | 3 | 5 | Rit | 5 | 6 | 5 | 5 | 5 | Rit | 9 | 7 | 6 | 8 | 10 | 5 | 4 | 9 |  |  |  | 281   | 7º   |

| 2020 | Moto  |   |   |    |    |   |    |    |   |    |    |    |   |   |   |   |    |     |   |     |    |    |   |   |   |  |  |  |  |  |  |  |  |  |  |  |  |  |  |  |  |  |  | Punti | Pos. |
| ---- | ----- | - | - | -- | -- | - | -- | -- | - | -- | -- | -- | - | - | - | - | -- | --- | - | --- | -- | -- | - | - | - |  |  |  |  |  |  |  |  |  |  |  |  |  |  |  |  |  |  | ----- | ---- |
| 2020 | Honda | 5 | 8 | 12 | 10 | 9 | 12 | 12 | 9 | 13 | 10 | 10 | 7 | 7 | 8 | 4 | 10 | Rit | 9 | Rit | 11 | 13 | 5 | 8 | 7 |  |  |  |  |  |  |  |  |  |  |  |  |  |  |  |  |  |  | 113   | 10º  |

| 2021 | Moto  |   |    |     |    |    |    |    |    |     |   |   |   |   |    |    |   |    |    |    |    |     |    |   |     |   |   |    |    |    |    |   |     |   |    |    |    |    |    |    |  |  |  | Punti | Pos. |
| ---- | ----- | - | -- | --- | -- | -- | -- | -- | -- | --- | - | - | - | - | -- | -- | - | -- | -- | -- | -- | --- | -- | - | --- | - | - | -- | -- | -- | -- | - | --- | - | -- | -- | -- | -- | -- | -- |  |  |  | ----- | ---- |
| 2021 | Honda | 8 | 10 | Rit | 12 | 16 | 12 | 14 | 11 | Rit | 6 | 4 | 9 | 8 | 12 | 10 | 8 | 13 | 11 | 13 | 14 | Rit | 10 | 9 | Rit | 7 | 7 | 11 | 11 | AN | 12 | 5 | Rit | 8 | 10 | 10 | 11 | NP | AN | NP |  |  |  | 134   | 13º  |

| 2022 | Moto     |  |  |  |    |    |    |  |  |  |  |  |  |    |    |     |  |  |  |  |  |  |  |  |  |     |    |     |  |  |  |  |  |  |  |  |  |  |  |  |  |  |  | Punti | Pos. |
| ---- | -------- |  |  |  | -- | -- | -- |  |  |  |  |  |  | -- | -- | --- |  |  |  |  |  |  |  |  |  | --- | -- | --- |  |  |  |  |  |  |  |  |  |  |  |  |  |  |  | ----- | ---- |
| 2022 | Kawasaki |  |  |  | 16 | 17 | 13 |  |  |  |  |  |  | 13 | 13 | Rit |  |  |  |  |  |  |  |  |  | Rit | 19 | Rit |  |  |  |  |  |  |  |  |  |  |  |  |  |  |  | 6     | 25º  |

| 2023 | Moto |  |  |  |  |  |  |  |  |  |  |  |  |  |  |  |  |  |  |    |    |     |  |  |  |  |  |  |  |  |  |  |  |  |  |  |  |  |  |  |  |  |  | Punti | Pos. |
| ---- | ---- |  |  |  |  |  |  |  |  |  |  |  |  |  |  |  |  |  |  | -- | -- | --- |  |  |  |  |  |  |  |  |  |  |  |  |  |  |  |  |  |  |  |  |  | ----- | ---- |
| 2023 | BMW  |  |  |  |  |  |  |  |  |  |  |  |  |  |  |  |  |  |  | 14 | 15 | Rit |  |  |  |  |  |  |  |  |  |  |  |  |  |  |  |  |  |  |  |  |  | 2     | 23º  |

| Legenda | 1º posto        | 2º posto            | 3º posto           | A punti      | Senza punti        | Grassetto – Pole position Corsivo – Giro più veloce |
| Legenda | Gara non valida | Non qual./Non part. | Ritirato/Non class | Squalificato | '-' Dato non disp. | Grassetto – Pole position Corsivo – Giro più veloce |